# 久川城
久川城（ひさかわじょう）は、福島県南会津郡南会津町にあった戦国時代から江戸時代初期の日本の城。遺構の保存状態が良好で、築城の歴史的背景が明確であることから、福島県史跡に指定されている。

## 歴史・沿革
久川城のある会津郡伊南郷（伊南川流域一帯）は文治5年（1189年）の奥州合戦の戦功によって下野国住人の河原田盛光に与えられ、以来河原田氏が治めていた。天文12年（1543年）頃に蘆名盛氏に攻められ、このころから河原田氏は蘆名氏に臣従したものと思われる。天正19年（1589年）、摺上原の戦いで蘆名氏が滅亡し、伊達政宗が黒川城へ入ったが、当時の河原田氏当主・河原田盛次は政宗への臣従を拒否した。政宗は家臣の柴田但馬や降伏した鴫山城主・長沼盛秀を伊南郷に攻め入らせる。天正17年（1589年）、盛次は戦闘に備えて新たに久川城を築き、そこに立て籠もって伊達勢を迎え討った。伊達勢は城を攻撃したが、結局攻め落とすことはできずに撤退した。しかし盛次は翌年の秀吉の小田原征伐に参陣しなかったためにその後の奥州仕置によって領地は没収されてしまった。その後、会津は蒲生氏、上杉氏、そして再び蒲生氏が入部し、この再蒲生時代に久川城は現在残されている縄張りの城に改築された。その後、慶長16年（1611年）に廃城となった。

## 構造
久川城は伊南川の西の南北に延びる丘陵上に営まれた山城で、麓からの比高差は70メートル、東西110メートル、南北430メートルの規模がある。城の北と南の麓部分にそれぞれ枡形虎口が設けられ、九十九折りの山道を登ってようやく城内部分の平場に入ることができる。平場の中心には土塁と空堀に囲まれた南北110メートル・東西65メートルの主郭（本丸）があり、主郭内南西隅の稲荷神社がある場所に櫓台があったと思われる。主郭の南側に郭が３つほど連郭式に続き、堀切によって区切られている。主郭に北側は現在公園となっていて大きな平場であるが、北端には郭があり、土塁が残っている。この北端の郭の東側にはかつて野面積石垣の枡形虎口があったというが現在は残っていない。また、城の東麓は武家屋敷跡と推定されている。

## エピソード
久川城での唯一の戦いであった伊達勢と河原田盛次の戦いについては『伊南合戦記』、『泉州記』など後世に書かれた軍記物に詳しいが、あくまで後世のものであり、どこまで事実かは不明である。なお、政宗に臣従しなかった会津の国人はほかに伊北郷の山内氏勝がおり、伊達勢はむしろ背後に上杉景勝がいる氏勝攻撃に力を入れていたと思われる。
奥州仕置で領地没収となった河原田氏一族はその後蘆名義広について常陸国へ行った者、帰農した者などそれぞれの道を歩んだ。蘆名義広に従って常陸へ行った河原田氏は江戸時代に義広が領した出羽国角館（現・秋田県仙北市）に移り、そこに居住した。角館に残る武家屋敷・河原田家はこの子孫の屋敷である。